# Fischhausener Kreisbahn
| Eisenbahnen um Königsberg um 1938 |                      |                 |                 |
| Kursbuchstrecke: | 120c (1934)          |                 |                 |
| Spurweite: | 1435 mm (Normalspur) |                 |                 |
| |                      |                 |                 |
| \| \| \| von Neukuhren \| \| \| \| \| \| \| \| \| 0,0 \| Marienhof[1] \| Marienhof[1] \| \| \| \| nach Königsberg \| \| \| \| 4,1 \| Kotzlauken \| Kotzlauken \| \| \| 5,8 \| Arissau \| Arissau \| \| \| 7,9 \| Thierenberg \| Thierenberg \| \| \| 10,3 \| Norgau \| Norgau \| \| \| 12,8 \| Compehnen \| Compehnen \| \| \| 16,8 \| Kallen \| Kallen \| \| \| \| von Palmnicken \| \| \| \| 18,6 \| Gaffken[2] \| Gaffken[2] \| \| \| \| von Königsberg \| \| \| \| 23,5 \| Fischhausen[3] \| Fischhausen[3] \| \| \| \| nach Pillau \| \| |                      |                 |                 |
| Strecke |                      | von Neukuhren   | von Neukuhren   |
| Strecke von links (außer Betrieb) · Abzweig geradeaus und ehemals von rechts |                      |                 |                 |
| Strecke (außer Betrieb) · Bahnhof | 0,0                  | Marienhof       | Marienhof       |
| Strecke (außer Betrieb) · Strecke nach links |                      | nach Königsberg | nach Königsberg |
| Haltepunkt / Haltestelle (Strecke außer Betrieb) | 4,1                  | Kotzlauken      | Kotzlauken      |
| Haltepunkt / Haltestelle (Strecke außer Betrieb) | 5,8                  | Arissau         | Arissau         |
| Haltepunkt / Haltestelle (Strecke außer Betrieb) | 7,9                  | Thierenberg     | Thierenberg     |
| Haltepunkt / Haltestelle (Strecke außer Betrieb) | 10,3                 | Norgau          | Norgau          |
| Haltepunkt / Haltestelle (Strecke außer Betrieb) | 12,8                 | Compehnen       | Compehnen       |
| Haltepunkt / Haltestelle (Strecke außer Betrieb) | 16,8                 | Kallen          | Kallen          |
| Abzweig geradeaus und von rechts (Strecke außer Betrieb) |                      | von Palmnicken  | von Palmnicken  |
| Bahnhof (Strecke außer Betrieb) | 18,6                 | Gaffken         | Gaffken         |
| Abzweig ehemals geradeaus und von links |                      | von Königsberg  | von Königsberg  |
| Bahnhof | 23,5                 | Fischhausen     | Fischhausen     |
| Strecke |                      | nach Pillau     | nach Pillau     |

Die Fischhausener Kreisbahn AG wurde 1899 gegründet. Hauptaktionäre waren der preußische Staat, die Provinz Ostpreußen, der Kreis Fischhausen und – in der Anfangszeit – die Firma GmbH Lenz & Co.
Die Gesellschaft eröffnete am 1. Oktober 1900 ihre vollspurige, 18,6 km lange  Kleinbahnstrecke, die im Bahnhof Marienhof von der Strecke Königsberg – Neukuhren der Samlandbahn AG abzweigte und  quer durch das Samland nach Gaffken führte. Von hier benutzte sie bis zur Kreisstadt Fischhausen noch weitere fünf Kilometer die Strecke von Palmnicken mit. Diese war ebenso wie die Strecke Königsberg – Fischhausen – Pillau von der Ostpreußischen Südbahn–Gesellschaft erbaut worden. Sitz der Betriebsleitung war der Königsberger Nordbahnhof.
Der Personenverkehr auf der Kreisbahn hielt sich in bescheidenem Umfang (bis 1914 gab es allerdings sogar Ausflugsverkehr); selbst im Sommerfahrplan 1939 waren nur zwei tägliche Zugpaare vorgesehen. Mit der Samlandbahn AG war eine Betriebs- und Tarifgemeinschaft vereinbart worden, die von der Ostdeutschen Eisenbahn-Gesellschaft betreut wurde. Zur Fischhausener Kreisbahn gehörten zwei Dampflokomotiven vom Hersteller Hohenzollern (Bezeichnung 1d und 2d, Baujahre 1899 und 1900). Mit dem Einmarsch der Roten Armee im Anfang des Jahres 1945 endete der Betrieb dieser Kleinbahn.
Nach 1945 wurde die Strecke abgebrochen. Der ehemalige Einzugsbereich der Kleinbahn ist heute fast unbesiedelt.